# Oratòria

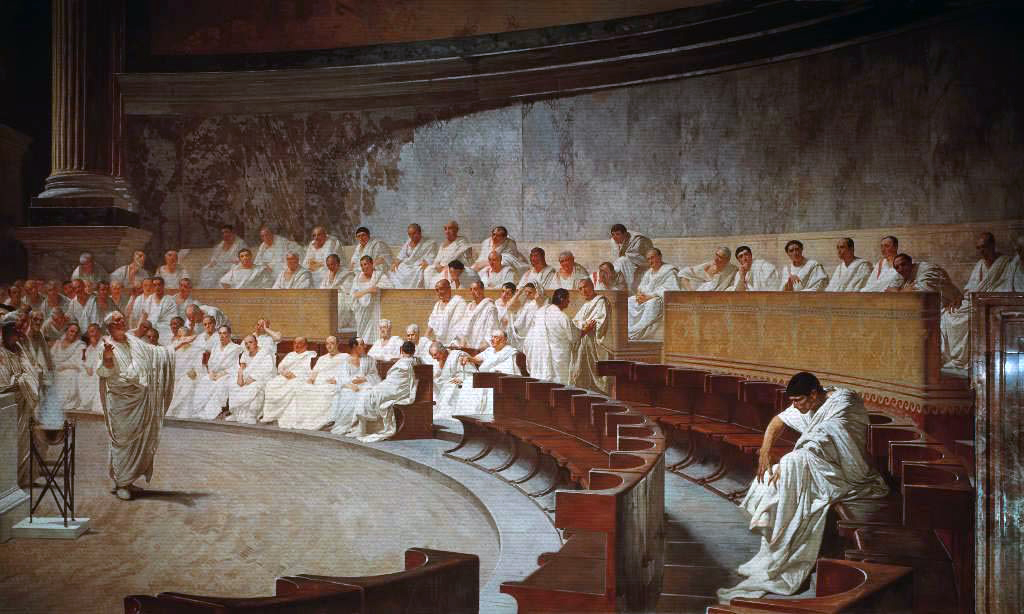

A l'antiguitat clàssica, l'oratòria era estudiada com una part de la retòrica, és a dir, de l'art de l'eloqüència en l'expressió oral i escrita, i es considerava una habilitat important tant en l'àmbit públic com en el privat. Aristòtil i Quintilià discutien d'oratòria, i aquesta disciplina va formar part, com a assignatura, dels estudis durant l'edat mitjana i el Renaixement, per la qual cosa se'n van materialitzar normes i models.
El desenvolupament dels parlaments durant el segle xviii va comportar l'aparició de grans oradors i la destresa en la comunicació lingüística ha estat considerada des d'aleshores com una de les principals habilitats a l'hora de garantir el futur polític. A mitjan segle xx, l'oratòria va abandonar els tocs formalitzats i grandiloqüents per deixar pas a un art més basat en recursos conversacionals.

## Història
L'oratòria grega té les seves arrels en la filosofia sofista. Entre els membres d'aquesta escola cal destacar en aquest aspecte de l'art de l'argumentació i bon dir Trasímac de Calcedó i Gòrgies de Leontins. Tanmateix, cal no menystenir la relació d'aquest art del bon parlar en públic amb l'estructura de la polis que exigia saber-se expressar en assemblees.
També a Roma, el desenvolupament de l'oratòria va anar de bracet amb la vida política, ja que visqué una època d'or durant el període republicà. Entre els grans oradors romans d'aquesta època, trobem la figura de Ciceró. Ja a l'edat imperial, Quintilià n'esdevindrà un teòric de l'art (institutio oratoria). Uns altres oradors insignes de Roma van ser Plini el Jove i l'historiador Tàcit.
De l'edat mitjana ens n'han pervingut nombrosos tractats d'eloqüència atès que la retòrica formava part dels estudis. En l'àmbit català, pel que fa a la vida pública, cal destacar els discursos emesos en les predicacions religioses i els parlamentaris. Entre els primers, destaca l'obra de Sant Vicent Ferrer, de qui han arribat fins als nostres dies les transcripcions dels Sermons. Quant als discursos parlamentaris, influïts per la feina dels cancellers reials, excel·leix per damunt de tots la peça més famosa de l'oratòria parlamentària catalana: el discurs del rei Martí I a les Corts de Perpinyà el 1406, un model de la prosa humanista que feia estada a la Cancelleria dels reis catalans.

## Qualificatius vocals
Són les característiques que adopta el discurs en cada moment, és a dir: el volum, el to, la velocitat i les pauses.

### El Volum
El volum fa referència a la intensitat del so. Pot mostrar tant entusiasme o confiança com agressivitat, bones o males maneres, etc. S'eleva o s'abaixa d'acord amb les característiques del públic i amb la proximitat en què es troba el receptor.

### El to
El to és la qualitat vocal o ressonància de la veu produïda principalment com a resultat de la forma de les cavitats orals. Té molta influència en el que transmet i és molt important, ja que el seu bon ús, pot generar interès en els oients.

### La velocitat
La velocitat o ritme, pot reflectir emocions o estats d'ànim. S'han d'evitar els extrems: parlar massa lent pot avorrir o impacientar el qui escolta, i parlar massa ràpid fa que els oients tinguin dificultats per comprendre el que es vol dir.

### Les pauses
Les pauses tenen la funció de permetre un descans en la parla, respirar correctament i donar importància a les idees que s'acaben d'expressar. És aconsellable utilitzar una pausa al començament del discurs, després de cada idea principal i abans de la conclusió.

## Oratòria a Grècia

### Escoles
Els sofistes van introduir la retòrica a Grècia de manera oficial, ja que van veure la importància dels discursos en la intervenció dels afers públics, un cop implantada la democràcia. Això va interessar molt a aquesta escola perquè no era considerada un corrent filosòfic, però volia tenir el mateix poder que aquests. Per aquesta raó ensenyaven els joves que pensaven com ells a defensar la seva pròpia opinió. Si bé tots els sofistes estaven d'acord amb la negació de la religió i un relativisme ètic i moral, no constituïen una escola unida.
Van ser durament criticats, ja que buscaven el benefici propi i no la recerca de la veritat. D’entre els seus retractors destacaren Sòcrates i Plató. Ambdós van posar la retòrica en un segon pla i només la van utilitzar per acostar-se a la veritat, però van criticar els sofistes per dues raons diferents. Plató utilitzava el discurs només per arribar a conclusions verdaderes, sense voler convèncer ningú del fet que ho fossin. Per altra banda, Sòcrates ensenyava a fer servir la retòrica per convèncer amb arguments lògics i completament objectius, és a dir, arguments universals per a tots els homes, teoria oposada a la creença dels sofistes. Un punt que cal destacar és que l'ús de l'oratòria va salvar moltes ensenyances de Sòcrates de caure en l'oblit, ja que ell no va escriure mai res, sinó que va ser Plató qui es va dedicar a transcriure el que deia el seu mentor.
Entre els sofistes i Plató trobem Aristòtil, el qual creia que la retòrica servia per trobar la veritat i l’oratòria per verificar aquesta veritat. Es va interessar per la tècnica de l'oratòria i per com arribar als oients, però també va utilitzar el discurs per apropar-se a la veritat. Per això va escriure tres llibres de retòrica: el primer tractava sobre la retòrica i les seves ramificacions; el segon, dels oients; i el tercer estudiava les tècniques de persuasió de l'oratòria. Aristòtil va integrar aquestes dues disciplines a la seva filosofia sense problemes.
Aristòtil va dividir el procés de creació d'un discurs en quatre parts: inventio, discernir el que és important incorporar al discurs; dispositio, ordenar les idees amb una clara estructura en què la primera part persegueix preparar l'ànim de l'espectador, la següent exposa el tema del discurs per a la tercera convèncer dels arguments a favor en cas de confirmació i dissuadir dels arguments contraris en cas de refutació. L'última part, la conclusió, vol commoure l'audiència; elocutio, buscar les paraules i l’estil adients posant èmfasi en la correcció, claredat, elegància i decòrum; i pronuntatio, la manera de declamar el discurs cuidant el llenguatge no verbal i la modulació de la veu.

### Principals oradors grecs
Eminències del discurs a Grècia: els deu oradors àtics del cànon alexandrí, anomenats així per l’ús que feien del vers hendecasíl·lab. Cal recalcar que no formaven cap escola, tots havien rebut formació diferent i la major part eren logògrafs a l'època dels primers judicis democràtics a Atenes, al segle de Pèricles.
Entre aquests, en destacaven principalment tres; el primer de tots és Lísies (450 aC-378 aC), que es va convertir en el principal representant de l'estil pla, un estil que defugia tota mena d’adorns. Va exercir de logògraf, una professió que consistia d’escriure discursos per altres persones perquè es poguessin defensar davant de qualsevol tribunal. Va destacar gràcies a la seva capacitat d'adaptació a cada situació, fet que fins aquell moment no havia estat tan important. La seva vida com a orador també va ser molt exitosa, ja que parlava perfectament l'àtic pur i era conegut allà on anava pels seus discursos lúcids i elegants.
El segon d'aquesta llista és Isòcrates (436 aC-338 aC) el qual no va exercir gaire d'orador per la seva fràgil salut, però va preparar els joves per a la vida pública amb uns cursos que, segons ell accentuava, eren de filosofia. També es va convertir en un gran mestre de la prosa rítmica i, de fet, una de les seves grans aportacions va ser la creació de l'estil de prosa literari, que juntament amb l'aportació de Ciceró, es convertiria en l'estil de prosa moderna a l'Europa occidental. Al llarg de la seva vida, sempre va defensar la unió de tota Grècia contra els perses encara que estiguessin sota el control de Macedònia. Tot el contrari del tercer membre destacat d'aquest grup, Demòstenes, que rebutjava els macedonis i, després de ser deixeble d'un orador forense, es va convertir en una eminència quan va superar els seus problemes de tartamudesa i va ajuntar els estils antics amb el seu propi, fent-se notar a l'assemblea. Aconseguia barrejar proves i arguments, creant discursos summament il·lustres. Va publicar un discurs contra Filip de Macedònia anomenat Per la corona que li atorgà molta notorietat i influència en les futures generacions. Encara avui dia, se'l coneix com un geni de l'oratòria.

## Oratòria a Roma

### Educació
L'educació per als romans era important des dels primers temps ja que ensenyava els nens i nenes a viure en comunitat, respectar la família, complir els preceptes religiosos i conservar les tradicions. És a dir, tot allò necessari per ser un bon ciutadà. És per això que l'educació començava a través de les mares, que ensenyaven els seus fills des de ben petits a desenvolupar les seves habilitats més bàsiques: caminar i parlar. Quan aquests complien els set anys, rebien una educació diferent segons el seu gènere, el qual estava molt diferenciat en l'època. Pel que fa als nois, era el pater familias qui s'encarregava d'ensenyar-los a llegir i escriure i altres valors morals, civils i religiosos a través del seu exemple. Per a les noies, però, era necessari aprendre a realitzar les tasques domèstiques, principalment cosir i filar, per tal de convertir-les en unes bones matrones.
A partir del segle iii aC, amb motiu de la conquesta de la Magna Grècia i el contacte amb la cultura grega, a Roma es va produir un canvi radical en el sistema d’educació. Els romans es van adonar que l’ensenyament impartit pels pares era insuficient i, per tant, van confiar els fills a uns preceptors, que sovint eren esclaus o lliberts grecs amb un bon nivell cultural. Per a les famílies més humils, van sorgir al segle iii aC les escoles públiques, que constaven de tres etapes: ludus litterarius, ludus grammatici i ludus rhetoris.
Els infants començaven l’ensenyament primari en complir els set anys. Les classes es feien en galeries (pergulae), sota els porxos del fòrum o en botigues separades del carrer amb una cortina, però també es feien a l’aire lliure. En aquestes aules, els alumnes seien en bancs sense respatller o bé en tamborets (subsellia) i no utilitzaven taules. Aquests tamborets se solien col·locar al voltant del mestre (magister), que seia en una cadira amb respatller (cathedra). Nens i nenes anaven a l’escola fins als dotze anys i aprenien maquinalment a llegir, escriure i comptar. Aquest aprenentatge consistia en repetir, copiar i memoritzar. A comptar aprenien primer amb els dits i després amb l'àbac (abacus).
L’ensenyament secundari, ludus grammatici, el començaven als dotze anys i durava fins als setze o disset. El nombre d’alumnes disminuïa degut a que normalment només continuaven estudiant els fills de les famílies benestants, mentre que les nenes ja no continuaven. Si bé a l’ensenyament primari les aules eren molt humils, en l’ensenyament secundari les classes eren espais millorats que es decoraven amb bustos d’escriptors famosos i mapes pintats a les parets. El professor era el grammaticus, millor considerat que el magister. Aquest es dedicava a llegir textos d’escriptors grecs i llatins per a ensenyar als alumnes literatura i gramàtica. Comentaven la forma i el contingut dels textos, els quals parlaven de diversos temes com geografía, història, mitologia, astronomia, etc. A més, realitzaven una crítica i una valoració global d’aquests.
L’última etapa de l'ensenyament, ludus rethoris, estava reservada per als nois de classe alta que estaven interessats en la carrera política, administrativa o l’advocacia. El professor, el rethor, instruïa els seus alumnes en l’art de l’oratòria i, per tant, llegien treballs d’oradors famosos per aprendre a elaborar bons discursos. També ho posaven en pràctica amb exercicis de declamació fent discursos davant dels companys. Sovint eren suasoriae sobre temes històrics: monòlegs en què personatges famosos valoraven els avantatges i desavantatges abans de prendre una decisió. També eren freqüents les controversiae: discursos entre dos alumnes que defensaven punts de vista contraris sobre temes judicials.
Aquesta etapa l’acabaven als vint anys, edat a la qual es considerava que l’educació estava complerta. És aquí quan trobem la influència grega més directa en l’ensenyament romà, perquè aquells alumnes que s’ho podien permetre ampliaven els seus estudis fora d’Itàlia, viatjant a Grècia o Àsia Menor per aprendre dels mateixos mestres grecs.

### Principals oradors romans
Al llarg de la història de la política romana, hi ha hagut nombrosos oradors destacats per la seva retòrica i el seu treball públic. D’entre ells, el més important és, sense cap mena de dubte, Marc Tuli Ciceró, polític rellevant i prolífic orador del segle I aC del qual es conserven nombroses obres. Però en el segle anterior ja havien brillat altres cèlebres oradors.

#### Cató
El propi Ciceró, a la seva obra Brutus, una història de l'eloqüència romana, considera Cató el Censor el pare de l’oratòria llatina com a gènere literari. Nascut a la primera meitat del segle II aC, es va guanyar el sobrenom per intentar protegir la puresa de la llengua llatina i els costums romans en front de l'hel·lenització que s’estava estenent entre la societat de la seva època. Va destacar per ser el primer autor a escriure la historiografia romana en llatí. La fama de la seva obra va ser un motiu clau perquè el grec no substituís al llatí com a llengua literària a la península itàlica. En aquests textos emprava figures retòriques que aportaven expressivitat encara que el seu estil era altament directe. Ja des de jove les seves grans capacitats amb la parla eren notables i això va obrir-li portes cap a la política, segons que explica Plutarc:
“L’autoritat de Cató creixé molt per la seva eloqüència, i la gent li deia el Demòstenes romà; (...) perquè la seva habilitat oratòria posava davant del jovent una meta comuna a la qual ja aspiraven.” 
Ultra això, també coneixem que Cató el Censor va participar en la Segona Guerra Púnica contra els cartaginesos l’any 217 aC. Aquesta batalla amb una durada d’uns deu anys no va ser suficient per al conservador censor i es coneix que la seva última activitat pública com a polític fou defensar la necessitat d’una tercera guerra púnica contra Cartago fins al punt de fer famosa la frase amb què finalitzava els seus discursos davant del Senat, independentment del tema tractat:
“Sóc així mateix del parer que Cartago no ha d’existir”

#### Tiberi i Gai Grac
Uns altres polítics que van suposar un abans i un després en la política romana van ser els germans Tiberi i Gai Grac, nascuts l’any 162 i 154 aC respectivament i que, com a tribuns de la plebs, van tenir un protagonisme molt diferent a Cató el Censor. Ells dos van crear la que seria coneguda com a Reforma dels Gracs, un conjunt de lleis i propostes que afavorien majoritàriament la plebs. Entre aquestes, fou destacable la llei agrària que defensava una nova distribució de terres per beneficiar els camperols pobres. Tiberi, el germà gran, va plantejar limitar la quantitat d’extensió de terres màxima que podia acumular un patrici -persona romana pertanyent a la classe noble- mentre que Gai proposà proporcionar noves terres a plebeus que habitessin colònies fora d’Itàlia. Per tant, les seves aportacions polítiques anaven dirigides a millorar les condicions del proletariat, fet inusual fins al moment ja que, malgrat ser un sistema democràtic, el poder estava en mans de les classes benestants. Tots dos destacaven per les seves habilitats persuasives en els seus discursos, representant i donant veu a aquells que no la tenien.

#### Quint Hortensi Hortal
Nascut vuit anys abans que el seu futur rival Ciceró, va pronunciar el seu primer discurs amb només dinou anys davant d'un tribunal, fascinant altres cèlebres oradors com Licini Cras amb el seu estil. L'èxit d'aquest discurs el va encaminar directament a la política. Destacava per la seva gran capacitat memorística que el permetia capturar tots els arguments de l’oponent per després contraargumentar-los. No es conserva cap discurs seu, només han pervingut els temes o títols de vint-i-vuit discursos, però Ciceró el va lloar en més d’una ocasió afirmant que l'oratòria d'Hortensi continuava la tradició asiàtica, la bellesa de la qual es trobava més en la forma que en el contingut, que la seva veu era melòdica, i que modulava amb una gran habilitat.
“si és cert que el seu discurs ha estat molt ric de paraules i molt brillant, no ho és menys que ha reflectit tanta autoritat com talent”

#### Hortènsia
Hortènsia va heretar tots aquests coneixements del seu propi pare, Hortensi. Ell va ser el seu mestre en retòrica, així com la lectura de les obres d'altres cèlebres discursos tant grecs com llatins. La importància d’Hortènsia rau en la singularitat del fet que, essent dona, aconseguís exercir com a oradora per defensar opinions pròpies. I és que no podem perdre de vista el que implicava ser dona al segle I aC. Les matronae tenien un rol secundari en la societat romana. Encara que no acostumaven a estar aïllades a casa encarregant-se de la criança dels seus fills i altres tasques domèstiques com la dona grega, no podien intervenir de cap manera en la vida política de la ciutat. Jurídicament eren tractades com a menors, fet que implicava dependre sempre d'un altre home, primerament el pare i més tard el marit.
Però Hortènsia és coneguda per ser la primera dona romana en pronunciar el seu cèlebre discurs l'any 42 aC davant del fòrum romà. És encara més extraordinari conservar aquest discurs quasi amb les paraules exactes, gràcies a l'historiador grec Apià. Aquell mateix any, els tres membres del segon triumvirat es trobaven en guerra. Els costos que aquesta comportava havien de ser finançats, però els diners dels grans rics ja morts no eren suficients. Per tant, els ciutadans van votar a favor d'establir un impost a més de 1.400 dones adinerades. Totes elles, furioses per haver de pagar una quantitat tan desmesurada a l'Estat quan en cap moment havien estat reconegudes públicament, escolliren Hortènsia com a representant del seu moviment reivindicatiu. En aquest fragment del seu discurs es veu clarament aquesta injustícia:
“Si afirmeu que hem actuat en contra de vosaltres, igual que els nostres marits, proscriviu-nos també a nosaltres com a aquells. Però, si nosaltres, les dones, no us declarem enemics públics a cap de vosaltres, si no us hem destruït les cases, si no us hem anihilat els exèrcits, si no hem conduït cap altre exèrcit contra vosaltres, si no hem impedit que obtinguéreu magistratures i honors, per què hem de participar dels càstigs nosaltres, que no hem participat en les ofenses? Per què hem de pagar tributs nosaltres que no ocupem ni magistratures, ni honors, ni comandaments de l'exèrcit, ni, en general, el govern de la República, que considereu un mal pel qual heu combatut amb resultats tan calamitosos? És perquè dieu que estem en guerra? És que mai no hi ha hagut guerres? I quan les dones han contribuït amb tributs? La seva pròpia condició natural les eximeix d'això en qualsevol moment de la història de la humanitat.”
Encara que els magistrats interpel·lats van quedar confosos i avergonyits després d’haver estat qüestionats per una dona, aquesta reclamació va succeir amb èxit i com a mínim mil dones van quedar absoltes d’aquesta responsabilitat.

#### Juli Cèsar
També al segle i aC sobresurt Juli Cèsar, líder polític i militar nascut a Roma l'any 100 aC. Es va criar envoltat de la seva família patrícia, la gens Iulia, amb una fortuna moderada. Cap als deu anys va començar a aprendre del gramàtic gal Marc Antoni Gnifó, considerat un dels millors professors en literatura grega i romana de la seva època. Aquells mateixos anys també va estudiar a fons les obres d'Homer, així com poesia i oratòria. Les biografies de Plutarc i Suetoni ens presenten Cèsar com un orador brillant que possiblement hauria estat entre els millors de la seva època si no hagués prioritzat la seva ambició pel poder.
“Així ell mateix més endavant, en l’obra que va escriure en resposta al Cató de Ciceró, prega que no es compari l’estil d’un home de guerra amb la perfecció d’un orador nat i que dedicava molt de lleure a aquesta mena d’estudis”
En el seu primer llibre de Vides dels dotze Cèsars, Suetoni fa un retrat de Juli Cèsar en què esmenta les seves virtuts i inclinacions com a home de lletres i com a orador, sense deixar de fer una amplia referència a les seves qualitats de general d’exèrcit romà:
“En eloqüència i coneixements militars igualà o superà la glòria dels homes més famosos. Després de la seva reiquisitòria contra Dolabel·la, se’l comptà ja sense discussió entre els millors advocats. Al menys, Ciceró, quan en el seu Brutus enumera els oradors, diu “que no veu a qui Cèsar hagi de cedir” i afirma “que té una forma de parlar elgant, esplèndida i fins i tot magnífica i plena d’una autèntica noblesa”; i adreçant-se a Corneli Nepot li escriví, referint-se al mateix Cèsar: “Doncs, què? ¿Quin orador li avantposaries dels qui no s’han dedicat a res més que a l’oratòria? ¿Quin és més agut o més dens de pensament?
Plutarc, per la seva banda, recorda tant els elogis fúnebres que pronuncià Cèsar en honor a la seva tieta i a la seva muller, com les seves paraules al Senat durant el debat sobre la condemna a mort dels capitosts de la conjuració de Catilina.
“però Cèsar, aixecant-se, pronuncià un discurs molt meditat, dient que fer morir sense judici uns personatges il·lustres per llur rang i per llur naixença no semblava conforme a la tradició ni a la justícia, si no era en cas de necessitat extrema; però si els guardaven presos en ciutats d’Itàlia, les que el mateix Ciceró escollís, fins que Catilina hagués estat vençut en la guerra, aleshores en pau i tranquil·litat lleuria al Senat de decidir sobre el cas de cadascun.” 